# São Félix de Minas
São Félix de Minas é um município brasileiro do estado de Minas Gerais. Sua população recenseada em 2022 era de 3 200 habitantes. Localiza-se no Vale do Rio Doce.
Abrange uma área de 163 km²
O prefeito eleito em 2012 Juraci Braz de Souza, que já foi Prefeito do Município entre os anos de 1998 e 2004. Um curiosidade de fato é que, segundo o censo do IBGE de 2010, o município possui 3382 habitantes, no entanto quanto ao número de eleitores apresenta-se um tanto quanto elevado com  3284 cadastros regulares na base eleitoral do município. Isto leva a crer que mais de 90% da população é composta por pessoas com 16 anos ou mais e com pleno gozo eleitoral, do contrário haveria um grande número de eleitores de outros municípios integrando o seu eleitorado.
Antigo distrito de Mendes Pimentel, teve sua emancipação no ano de 1995 apoiada pela Lei 12.030 de 21 de dezembro de 1995.
Localiza-se a 402 km de Belo Horizonte, próximo à nascente do rio São Mateus, a uma altitude de 550m.
Situa-se à latitude 18:35:26 e longitude 41:29:10.
O acesso, partindo de Belo Horizonte, é feito através da BR 381 - MG 417 - MUN passando por 402 km de rodovia pavimentada.
A principal atividade econômica é a agropecuária.
Os principais recursos minerais são a malacaxeta (mica), louça (feldspato) e turmalinas.
Como ponto turístico o município possui a Matriz de São Félix de Minas, localizada na Praça da Bíblia, centro, sendo esta, uma das primeiras obras construída na fundação da cidade destacando-se dessa forma, como principal prédio histórico da cidade. Possui também algumas paisagens naturais como atrativos turísticos, tais como Pedra Montenegro e Pedra do Cruzeiro, que representam o município em tal setor e que são bem conhecidas pela população local. Outros atrativos importantes são, também, as festas religiosas, em especial, as festas juninas, cavalgadas, rodeios, reveillon e carnaval, que movimentam e contribuem para o fomento da economia local. A promoção desses eventos nos últimos 11 (onze) anos projetaram, consideravelmente, o município de São Félix de Minas no cenário turístico regional, haja vista que, o número de participantes nos principais eventos da cidade aumenta a cada ano. Destacamos ainda, a Construção do Centro de Eventos de São Félix de Minas representando grande avanço na infra-estrutura turística da cidade. É grande a representatividade econômica no Comércio e Setor de Serviços local quando da promoção de eventos, principalmente dos tradicionais já citados. A manutenção cultural do Município também é um grande benefício proporcionado pelo turismo neste lugar.
A cidade também se destaca por ter uma das melhores cachaças de Minas Gerais.